# Biton fallax
Biton fallax är en spindeldjursart som först beskrevs av Dante Borelli 1925.  Biton fallax ingår i släktet Biton och familjen Daesiidae. Inga underarter finns listade.